# Statistiche della Coppa del Mondo di rugby 1987

## Statistiche di squadra
| #  | Squadra       | G | V | N | P | P+  | P-  | P±   | MT | TR | CP | DG |
| -- | ------------- | - | - | - | - | --- | --- | ---- | -- | -- | -- | -- |
| V  | Nuova Zelanda | 6 | 6 | 0 | 0 | 298 | 49  | +249 | 43 | 30 | 21 | 1  |
| F  | Francia       | 6 | 4 | 1 | 1 | 212 | 111 | +101 | 34 | 26 | 8  | 1  |
| SF | Galles        | 6 | 5 | 0 | 1 | 126 | 104 | +22  | 20 | 11 | 5  | 3  |
| SF | Australia     | 6 | 4 | 0 | 2 | 186 | 108 | +78  | 26 | 20 | 12 | 2  |
| QF | Inghilterra   | 4 | 2 | 0 | 2 | 103 | 48  | +55  | 15 | 11 | 7  | 0  |
| QF | Figi          | 4 | 1 | 0 | 3 | 70  | 132 | −62  | 8  | 5  | 9  | 1  |
| QF | Irlanda       | 4 | 2 | 0 | 2 | 99  | 74  | +25  | 13 | 10 | 7  | 2  |
| QF | Scozia        | 4 | 2 | 1 | 1 | 138 | 99  | +39  | 22 | 16 | 6  | 0  |
| 3G | Canada        | 3 | 1 | 0 | 2 | 65  | 90  | −25  | 8  | 3  | 8  | 1  |
| 3G | Stati Uniti   | 3 | 1 | 0 | 2 | 39  | 99  | −60  | 5  | 5  | 2  | 1  |
| 3G | Romania       | 3 | 1 | 0 | 2 | 61  | 130 | −69  | 6  | 2  | 11 | 0  |
| 3G | Italia        | 3 | 1 | 0 | 2 | 40  | 110 | −70  | 5  | 1  | 4  | 2  |
| 4G | Argentina     | 3 | 1 | 0 | 2 | 40  | 90  | −41  | 4  | 3  | 9  | 0  |
| 4G | Tonga         | 3 | 0 | 0 | 3 | 29  | 98  | −69  | 3  | 1  | 5  | 0  |
| 4G | Giappone      | 3 | 0 | 0 | 3 | 48  | 123 | −75  | 7  | 1  | 5  | 1  |
| 4G | Zimbabwe      | 3 | 0 | 0 | 3 | 53  | 151 | −98  | 5  | 3  | 9  | 0  |

## Statistiche individuali

### Mete
| Mete | Giocatore          |
| ---- | ------------------ |
| 6    | Craig Green        |
| 6    | John Kirwan        |
| 5    | Matthew P. Burke   |
| 5    | Mike Harrison      |
| 5    | John Gallagher     |
| 5    | David Kirk         |
| 5    | Alan Whetton       |
| 4    | David Campese      |
| 4    | Didier Camberabero |
| 4    | Denis Charvet      |
| 4    | Patrice Lagisquet  |
| 4    | Laurent Rodriguez  |
| 4    | Ieuan Evans        |
| 4    | Hugo MacNeill      |
| 4    | Matt Duncan        |
| 4    | John Jeffrey       |
| 4    | Alan Tait          |
| 3    | Andrew Slack       |
| 3    | Adrian Hadley      |
| 3    | Brendan Mullin     |

### Punti
| Mete | Giocatore          |
| ---- | ------------------ |
| 126  | Grant Fox          |
| 82   | Michael Lynagh     |
| 62   | Gavin Hastings     |
| 53   | Didier Camberabero |
| 43   | Jonathan Webb      |
| 42   | Guy Laporte        |
| 37   | Paul Thorburn      |
| 36   | Michael Kiernan    |
| 35   | Severo Koroduadua  |
| 33   | Hugo Porta         |
| 26   | Gareth Rees        |
| 25   | Marthinus Grobler  |
| 24   | Craig Green        |
| 24   | John Kirwan        |
| 24   | Ray Nelson         |
| 20   | Matthew P. Burke   |
| 20   | David Kirk         |
| 20   | John Gallagher     |
| 20   | Alan Whetton       |
| 20   | Alexandru Dumitru  |

## Affluenza
| Data           | Incontro                        | Impianto                           | Spettatori |
| -------------- | ------------------------------- | ---------------------------------- | ---------- |
| 20 giugno 1987 | Nuova Zelanda — Francia 29-9    | Eden Park, Auckland                | 48 035     |
| 1º giugno 1987 | Nuova Zelanda — Argentina 46-15 | Athletic Park, Wellington          | 30 000     |
| 6 giugno 1987  | Nuova Zelanda — Scozia 30-3     | Lancaster Park, Christchurch       | 30 000     |
| 18 giugno 1987 | Australia — Galles 21-22        | Rotorua International Stadium      | 30 000     |
| 14 giugno 1987 | Nuova Zelanda — Galles 49-6     | Ballymore Stadium, Brisbane        | 25 000     |
| 27 maggio 1987 | Nuova Zelanda — Figi 74-13      | Lancaster Park, Christchurch       | 24 000     |
| 22 maggio 1987 | Nuova Zelanda — Italia 70-6     | Eden Park, Auckland                | 20 000     |
| 23 maggio 1987 | Australia — Inghilterra 19-6    | Concord Oval, Sydney               | 17 896     |
| 13 giugno 1987 | Australia — Francia 24-30       | Concord Oval, Sydney               | 17 768     |
| 25 maggio 1987 | Irlanda — Galles 6-13           | Athletic Park, Wellington          | 17 500     |
| 23 maggio 1987 | Francia — Scozia 20-20          | Lancaster Park, Christchurch       | 17 000     |
| 8 giugno 1987  | Inghilterra — Galles 3-16       | Ballymore Stadium, Brisbane        | 15 000     |
| 7 giugno 1987  | Australia — Irlanda 33-15       | Concord Oval, Sydney               | 14 356     |
| 24 maggio 1987 | Argentina — Figi 9-28           | Rugby Park, Hamilton               | 12 000     |
| 7 giugno 1987  | Figi — Francia 16-31            | Eden Park, Auckland                | 12 000     |
| 3 giugno 1987  | Canada — Galles 9-40            | Rugby Park Stadium, Invercargill   | 12 000     |
| 30 maggio 1987 | Canada — Irlanda 19-46          | Carisbrook, Dunedin                | 10 000     |
| 2 giugno 1987  | Romania — Scozia 28-55          | Carisbrook, Dunedin                | 10 000     |
| 29 maggio 1987 | Tonga — Galles 16-29            | Showgrounds Oval, Palmerston North | 10 000     |
| 3 giugno 1987  | Australia — Giappone 42-23      | Concord Oval, Sydney               | 8 785      |
| 3 giugno 1987  | Inghilterra — Stati Uniti 34-6  | Concord Oval, Sydney               | 8 785      |
| 31 maggio 1987 | Australia — Stati Uniti 47-12   | Ballymore Stadium, Brisbane        | 8 300      |
| 24 maggio 1987 | Canada — Tonga 37-4             | McLean Park, Napier                | 8 000      |
| 31 maggio 1987 | Figi — Italia 15-18             | Carisbrook, Dunedin                | 6 000      |
| 28 maggio 1987 | Francia — Romania 55-12         | Athletic Park, Wellington          | 5 500      |
| 28 maggio 1987 | Argentina — Italia 25-16        | Lancaster Park, Christchurch       | 5 000      |
| 30 maggio 1987 | Scozia — Zimbabwe 60-21         | Athletic Park, Wellington          | 5 000      |
| 30 maggio 1987 | Inghilterra — Giappone 60-7     | Concord Oval, Sydney               | 4 893      |
| 24 maggio 1987 | Giappone — Stati Uniti 18-21    | Ballymore Stadium, Brisbane        | 4 500      |
| 2 giugno 1987  | Francia — Zimbabwe 70-12        | Eden Park, Auckland                | 4 000      |
| 23 maggio 1987 | Romania — Zimbabwe 21-20        | Eden Park, Auckland                | 4 000      |
| 3 giugno 1987  | Irlanda — Tonga 32-9            | Ballymore Stadium, Brisbane        | 3 000      |